# Anisozyga bicetrata
Anisozyga bicetrata là một loài bướm đêm trong họ Geometridae.